# Mogenstrup (Næstved)
Mogenstrup is een plaats in de Deense regio Seeland, gemeente Næstved, en telt 1704 inwoners (2008).